# Euophrys rubroclypea
Euophrys rubroclypea là một loài nhện trong họ Salticidae.
Loài này thuộc chi Euophrys. Euophrys rubroclypea được Dyal miêu tả năm 1935.